# Церква Різдва Пресвятої Богородиці (Залужани)
Церква Різдва Пресвятої Богородиці — діюча греко-католицька церква у селі Залужани на Самбірщині. Парафія належить до Дублянського деканату, Самбірсько-Дрогобицької Єпархії УГКЦ.  Храмове свято — 21 вересня.

## Розташування
Церква Різдва Пресвятої Богородиці знаходиться у центрі с. Залужан. Храм стоїть на старому церковному цвинтарі. З північного-сходу церкви протікає потічок. З півдня та з півночі знаходяться в'їзні брами. 

## Історія
Перша згадка про храм у селі Залужани датується 1565 роком. У 1828 році була збудована нова дерев'яна церква у селі. Теперішній храм Різдва Пресвятої Богородиці побудовано громадою села у 1894 році. 1909 року баню та дахи церкви було перекрито бляхою.
У довоєнні роки, з 1920 до 1945 року, парохом села був отець Андрій Бардахівський (нар. 1893 — пом. 27 лютого 1945), який одночасно був деканом Лучанського деканату до самої своєї смерти. 
До 1946 року парафія села була окремою та входила до Лучанського деканату Перемишльсько-Самбірсько-Сяніцької Єпархії УГКЦ. 
Нині парафія с. Залужани є дочірньою до громади Святого Миколая села Лука, Дублянського деканату, Самбірсько-Дрогобицької Єпархії. 
21 вересня 2004 року Владика Юліан (Вороновський) очолив святкування 100-ліття церкви. На стіні храму дану подію увіковічнили в таблиці: 
|  | Цю таблицю встановлено на честь 100-літнього ювілею церкви Різдва Пресвятої Богородиці 1904р — 2004р. |

## Архітектура
Церква однобанна (одноверха), будівля за конструкцією тридільна, хрестова у плані. Має піддашшя. З півночі до вівтаря прибудована рівно широка ризниця з піднятим над піддашшям двосхилим дашком, під яким знаходиться вікно ризниці (давніше були двері). Над південним входом до нави зберігся подібний дашок. У північній стіні нави знаходяться двері, але вони тривалий час не діючі. Бабинець від заходу отримав рівно широкий засклений ґанок, накритий двосхилим дахом. Над бабинцем розміщуються хори.
Стіни церкви оббиті дошками з лиштвами, тільки ґанок оббили дерев'яною вагонкою. Середохрестя нави завершує низький, світловий восьмерик, накритий невеликою банею, яку вінчає високий ліхтар зі шпильчастим дахом. 
На захід від храму стоїть дерев'яна триярусна дзвіниця, накрита наметовим дахом.